# ノーマンディー (ミサイル巡洋艦)
ノーマンディー(USS Normandy, CG-60)は、アメリカ海軍のミサイル巡洋艦。タイコンデロガ級ミサイル巡洋艦の14番艦。艦名は第二次世界大戦におけるノルマンディー上陸作戦に因む。

## 艦歴
ノーマンディーはメイン州バスのバス鉄工所で1987年4月7日に起工、1988年3月19日に進水し、1989年12月9日に就役、バージニア州ノーフォークを母港とする。
1997年には大西洋艦隊でマージョリー・ステレット戦艦基金賞を受賞した。